# Kozojídky
Kozojídky település Csehországban, Hodoníni járásban. Kozojídky Hroznová Lhota, Žeraviny, Vnorovy és Veselí nad Moravou településekkel határos. Lakosainak száma 551 fő (2024. január 1.).

## Népesség
A település lakosságának változását az alábbi diagram mutatja:
| Lakosok száma | 253  | 300  | 344  | 346  | 391  | 468  | 522  | 511  | 524  | 551  |
|               | 1869 | 1890 | 1921 | 1950 | 1980 | 2001 | 2017 | 2019 | 2022 | 2024 |